# Göppingen (distrito)
Göppingen é um distrito da Alemanha, na região administrativa de Estugarda, estado de Baden-Württemberg. Com uma área de 642,35 km² e com uma população de 258.464 habitantes (2002).

## Cidades e Municípios
- Cidades:

1. Donzdorf
2. Ebersbach
3. Eislingen
4. Geislingen
5. Göppingen
6. Lauterstein
7. Süßen
8. Uhingen
9. Wiesensteig

- Municípios:

1. Adelberg
2. Aichelberg
3. Albershausen
4. Bad Ditzenbach
5. Bad Überkingen
6. Birenbach
7. Böhmenkirch
8. Börtlingen
9. Boll
10. Deggingen
11. Drackenstein
12. Dürnau
13. Eschenbach
14. Gammelshausen
15. Gingen an der Fils
16. Gruibingen
17. Hattenhofen
18. Heinigen
19. Hohenstadt
20. Kuchen
21. Mühlhausen im Täle
22. Ottenbach (Alemanha)
23. Rechberghausen
24. Salach
25. Schlat
26. Schlierbach (Göppingen)
27. Wäschenbeuren
28. Wangen bei Göppingen
29. Zell unter Aichelberg